# Список умерших в 799 году

## Сентябрь
- 1 сентября — Муса аль-Казим (53), седьмой из двенадцати имамов, признаваемых шиитами-двунадесятниками.

## Дата смерти неизвестна или требует уточнения
- Вакэ-но Киёмаро, японский государственный деятель.
- Домналл мак Доннхада Миди, король Миде (797—799).
- Лу Лунь, китайский поэт.
- Мутарриф ибн Муса, вали Памплоны (788/798—799).
- Осбальд, король Нортумбрии (796).
- Павел Диакон, бенедиктинский монах, церковный писатель (историк, агиограф, поэт, лингвист).
- Стефан II, герцог Неаполя (755—767), затем глава местной епархии (766—799).
- Эрик, герцог Фриуля (787—799) и Истрии (789—799), один из наиболее выдающихся военачальников короля франков Карла Великого.
- Юнус ибн Хабиб ад-Дабби, известный арабский лингвист, грамматист басрийской школы.